# Aphelolpium brachytarsus
Aphelolpium brachytarsus är en spindeldjursart som beskrevs av Tooren 1995. Aphelolpium brachytarsus ingår i släktet Aphelolpium och familjen Olpiidae. Inga underarter finns listade i Catalogue of Life.